# Лујза Кузмић Мијић
Лујза Кузмић Мијић (Сарајево, 1889 − Загреб, 1959) била је босанскохерцеговачка сликаркa из групе првих најстаријих академски образованих жена уметница.

## Живот и каријера
Рођена је у Сарајеву 1889. године   у богатој породици која се доселила из Беча. Детињство и основно школовање провела је у Сарајеву у коме је 1906. године уписала  приватни сликарски курс код професора Јана Карела Јаневског.
Годину дана касније (1907) храбро се супротстављајући предрасудама тадашњег патријархалне и конзервативне средине, ⁠отишла је у Беч, са намером да настави школовање у женској уметничкој школи код Аделе Бер, пошто  као жена, није смеле да упише Академију ликовних уметности у Босни и Херцеговини.
Након ступања у брак  са сликарем Карлом Мијићем 1919. године, одлучила је 1928. године (са 40 година живота)  да прекине да се бави сликарском каријером, како бис се посветила породици, и своје сликарско умеће усмерила на подршку раду свог мужа сликара.
Из њеног опуса остало је неколико уља, акварела и цртежа.
Све до своје смрти 1959. године у 70 години живота, живела је у Загребу  повученим породичним животом ненасликавши више ниједно платно.⁠

## Дело
Из њеног опуса остало је двадесет пет уља, петнаестак акварела и нешто цртежа, углавном из времена школовања и првих година брака, пошто се до краја живота наредних 30 година живота одрекла  сликарства у корист брака и материнства.
За живота имала је само две самосталне изложбе, у Сарајеву и Загребу 1919. године. Постхумно, 1977. године, њена родна Тузла и Галерија југословенског портрета приредили су Лујзину ретроспективну изложбу са 102 експоната из различитих периода.